# Snap (eksperimentalfilm)
|  | Denne artikel er oprettet af botten Steenthbot ud fra en ekstern database. Den kan derfor have sproglige fejl eller mangler. Denne skabelon kan fjernes efter kontrol af indholdet. |

 For alternative betydninger, se Snap. (Se også artikler, som begynder med Snap)
Snap er en dansk eksperimentalfilm fra 2005 instrueret af Sixten Tobias Kai Nielsen og Christophe V. Dolcerocca.

## Handling
En yderst energisk og visuel film, hvor man bryder den traditionelle historie følelse. Historien er lige her! Men kan du se hvad der sker inde i deres hoveder?

## Medvirkende
- Jeppe Lajer
- Mette Mai Langer
- Karen-Lise Mynster
- Morten Suurballe
- Rasmus Munk